# Poggiodomo
Poggiodomo ist eine italienische Gemeinde mit 91 Einwohnern (Stand 31. Dezember 2023) in der Provinz Perugia in der Region Umbrien.

## Geografie

Die Lage von Poggiodomo in der Provinz Perugia

Die Gemeinde erstreckt sich über rund 40 km². Sie ist damit die Gemeinde mit der geringsten Bevölkerungsdichte in Umbrien. Die Gemeinde liegt etwa 80 km südöstlich von Perugia am Fluss Tissino im Neratal (Valnerina) an den Bergen Monte Carpenale und Monte Coscerno (1685 m s.l.m.). Sie ist Teil der Comunità montana Valnerina und liegt in der klimatischen Einordnung italienischer Gemeinden in der Zone E, 2910 GR/G.
Zu den Ortsteilen (Frazioni) gehören Mucciafora, Roccatamburo und Usigni. Mucciafora liegt bei 1070 Metern Höhe und ist der höchstgelegene Ort des Valneriatals. Der Ortsteil hat zurzeit etwa 44 Einwohner und liegt etwa 4 km vom Hauptort entfernt. Usigni liegt bei 1001 Metern Höhe, hat rund 13 Einwohner und ist seit 1816 Teil der Gemeinde Poggiodomo.
Die Nachbargemeinden sind Cascia, Cerreto di Spoleto, Monteleone di Spoleto, Norcia, Preci, Sant’Anatolia di Narco, Scheggino, Spoleto und Vallo di Nera.

## Geschichte
Der Ort entstand im 12. Jahrhundert um die Burg herum, die von den Grafen aus Spoleto errichtet wurden. Bereits 1361 gehörte der Ort nicht mehr zu Spoleto, um 1377 gehörte er schon zu Cascia. Am Anfang des 16. Jahrhunderts geriet der Ort in die Konflikte zwischen Cascia, Leonessa und Spoleto, 1553 fiel er endgültig in den Machtbereicht von Cascia. Poggiodomo wurde 1559 und 1703 von einem schweren Erdbeben heimgesucht. Der Ort wurde eigenständige Gemeinde im Jahr 1809 während der napoleonischen Besatzung, als der Ort von Cascia getrennt wurde. Diesen Status behielt der Ort auch in der nachfolgenden Zeit im Kirchenstaat. Nach der Einheit Italiens stieg die Bevölkerungszahl von ca. 950 auf über 1350 Einwohner im Jahr 1900, danach erlebte der Ort einen Bevölkerungsschwund, der sich aktuell bei ca. 150 Einwohnern hält.

## Sehenswürdigkeiten

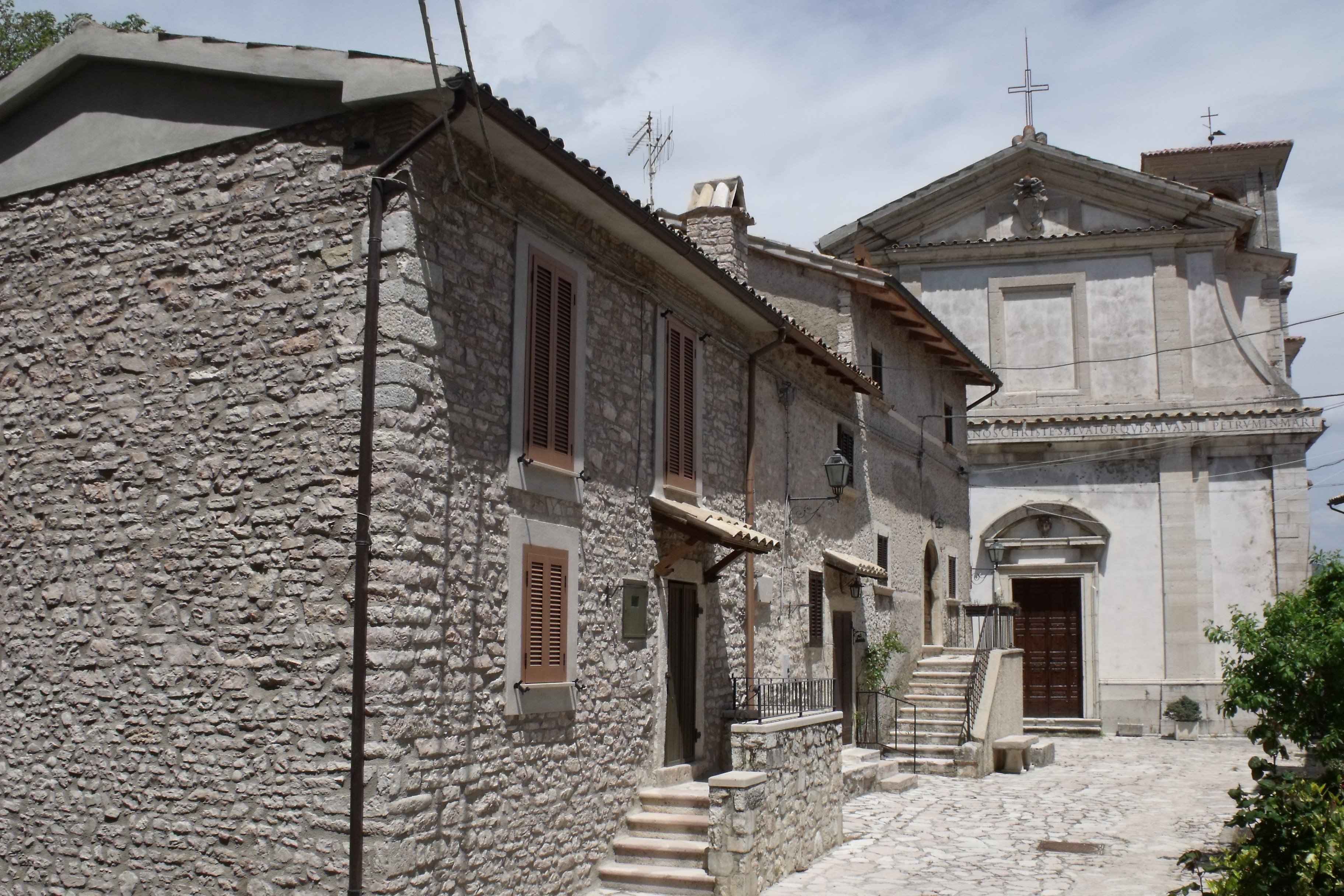
Die Kirche Chiesa di San Salvadore im Ortsteil Usigni

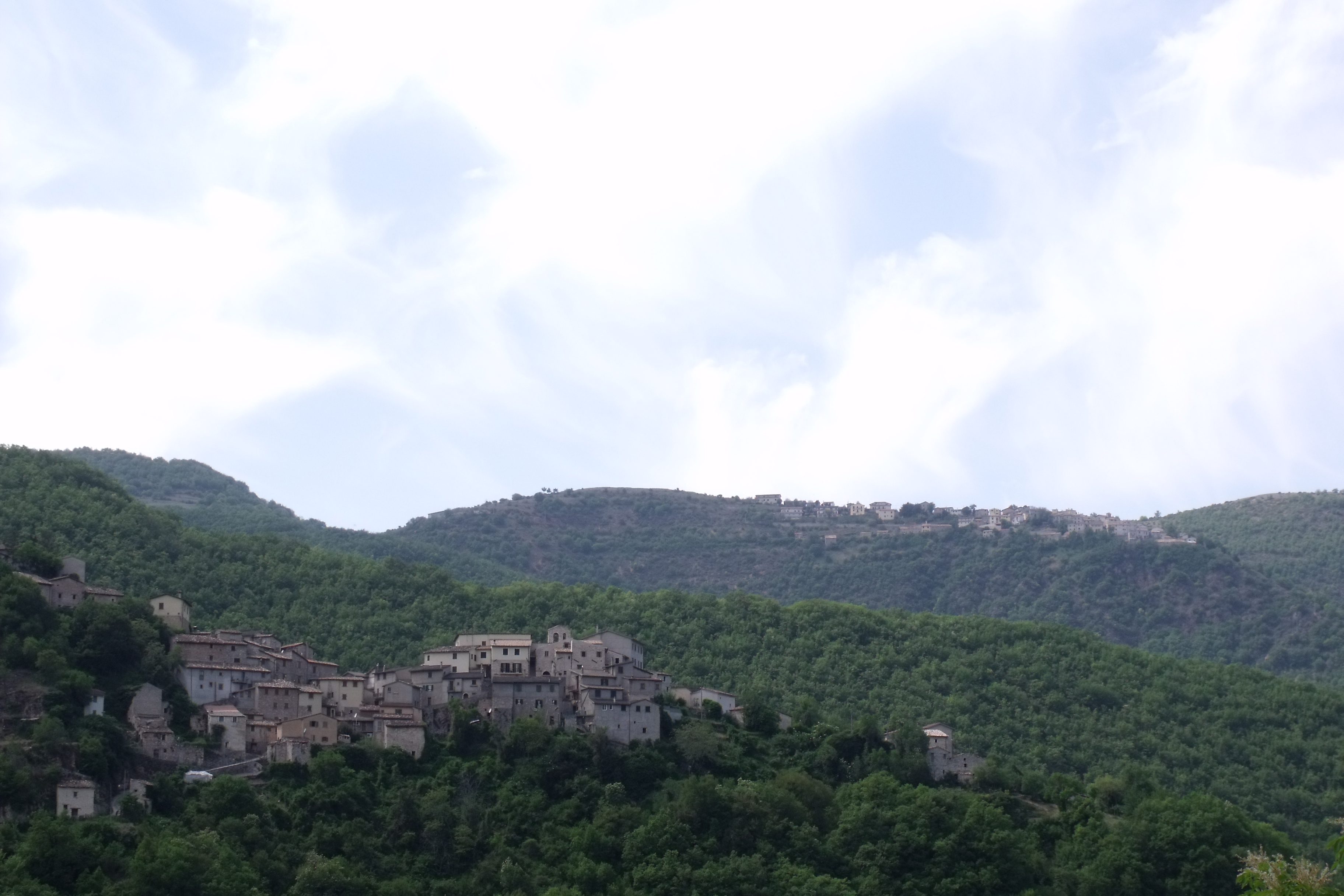
Die Ortsteile Roccatamburo (links) und Mucciafora (rechts)

- Chiesa di San Carlo Borromeo, Kirche im Ortskern aus dem Jahr 1635. Wurde gebaut, um die ältere Kirche Chiesa di Sant’Antonio da Padova zu ersetzen.
- Chiesa di San Pietro, Kirche am Ortsrand, enthält Fresken aus dem 15. und 16. Jahrhundert.
- Chiesa di San Giovanni Battista, Kirche aus dem Jahr 1496.
- Chiesa di San Lorenzo, Kirche aus dem 13. Jahrhundert mit Freskenzyklus, ebenfalls aus dem 13. Jahrhundert. Wurde 1566 erheblich verändert.
- Chiesa di San Pancrazio, Kirche aus dem 17. Jahrhundert, die ca. 1 km außerhalb der Stadtmauern liegt.
- Chiesa di San Bartolomeo, Kirche romanischen Ursprungs im Ortsteil Mucciafora. Der Campanile stammt aus dem 14. Jahrhundert.
- Chiesa di San Nicola, Kirche romanischen Ursprungs im Ortsteil Roccatamburo.
- Eremo della Madonna della Stella, Eremitage nahe dem Ortsteil Roccatamburo in Località Valle del Noce. Entstand im 12. Jahrhundert als Benediktinerkloster
- Chiesa di San Salvadore, Kirche im Ortsteil Usigni, enthält Fresken eines unbekannten Künstlers aus Cortona, ca. 1644 entstanden im Auftrage des Kardinals Fausto Poli. Die Fresken stammen von Salvo Castellucci Aretino, einem Schüler des Pietro da Cortona. Die Kirche wurde 1927 restauriert.
- Palazzo Cardinale Fausto Poli, Gebäude aus dem Jahr 1600 im Ortsteil Usigni.

## Söhne und Töchter der Gemeinde
- Fausto Poli (1581–1653), Kardinalpriester von San Crisogono von 1643 bis 1653